# Corridor bleu

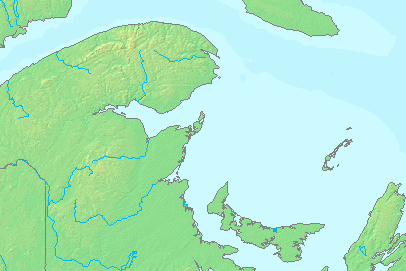
Golfe du Saint-Laurent.

Le corridor bleu est un circuit nautique canadien pour la plaisance qui couvre la Gaspésie, les îles-de-la-Madeleine et le nord du Nouveau-Brunswick. Le réseau des marinas et des clubs nautiques offre les infrastructures et les services pouvant répondre adéquatement aux besoins des plaisanciers.
Naviguer sur le fleuve est une autre façon de découvrir les villes et villages le long de la côte. Il y a plusieurs endroits où vous pouvez jeter l’ancre pour une nuit.

## Les marinas
- Marina de Carleton-sur-mer
- Marina de New Richmond
- Marina de Bonaventure
- Marina de Paspébiac
- Marina de Chandler
- Marina de l'Anse-à-Beaufils
- Marina de Gaspé
- Marina de Rivière-au-Renard
- Marina de Rivière-Madeleine
- Marina de Sainte-Anne-des-Monts
- Marina de l'Étang du Nord
- Marina de Cap-aux-Meules
- Marina de Havre-aux-Maisons
- Marina de Havre-Aubert
- Marina de Dalhousie
- Marina de Bathurst
- Marina de Bas-Caraquet
- Marina de Shippagan

### Marina de Shippagan
La Marina de Shippagan, qui est située dans la baie de Shippagan au nord-est de la province du Nouveau-Brunswick, fut construite en 1983. Les bateaux de plaisance et de pêche côtière côtoie la Marina de Shippagan. La nouvelle capitainerie fut construite en 2009.

## Havres et abris

### Pointe de la Baie de Chaleurs
- Percé / Quai public
- Sainte-Thérèse-de-Gaspé / Port de pêche
- Grande Rivière / Port de pêche
- Newport / Port de pêche
- Gascons / Port de pêche
- Anse à la Barbe / Port de pêche
- Baie de Port-Daniel / Port de pêche

### La Baie-des-Chaleurs
- Saint-Godefroi / Port de pêche
- Paspébiac / Quai public
- Miguasha / Quai public
- Campbelton / Quai public
- New Mills/ Port de pêche
- Petit Rocher/ Quai public
- Anse-Bleue / Port de pêche
- Grande-Anse / Port de pêche

## Galerie photo

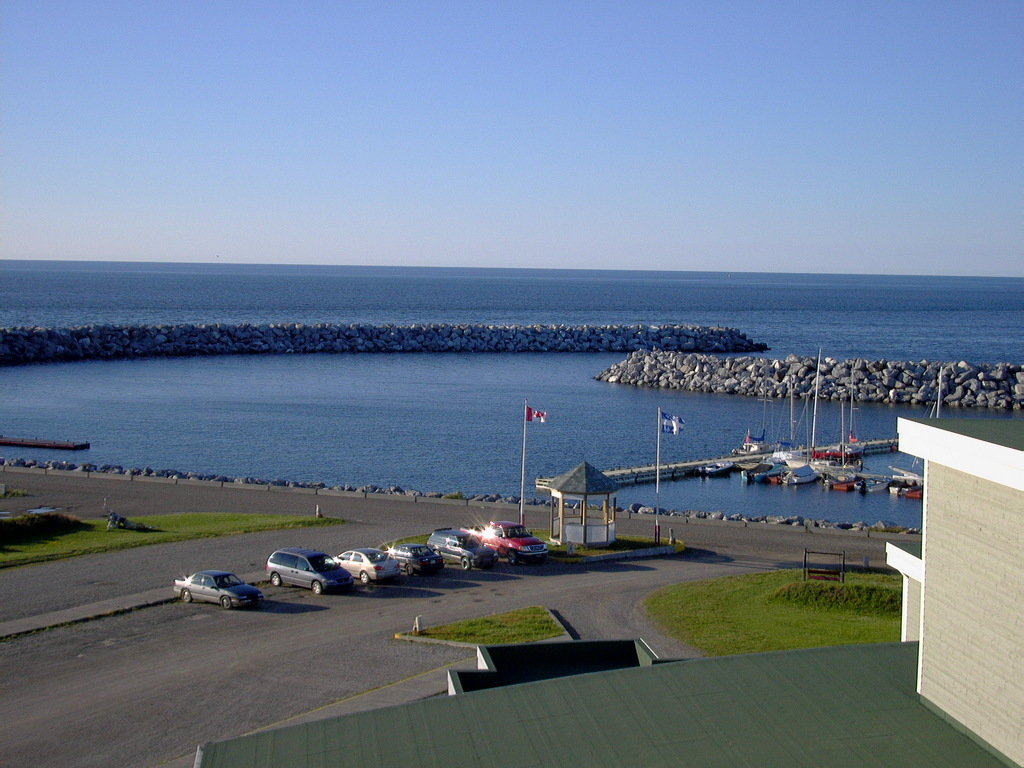
Marina St-Anne-des-Monts
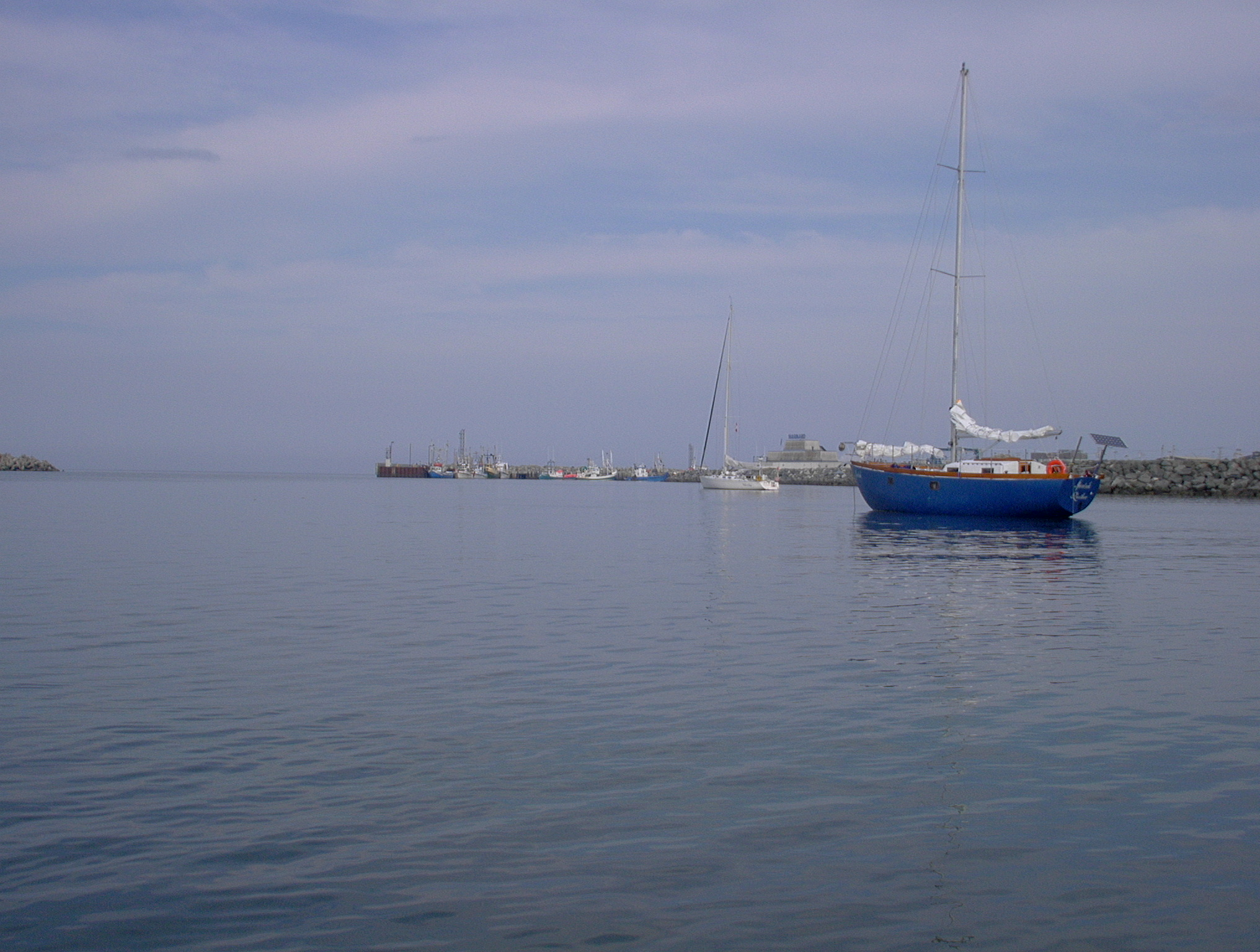
Bassin du port de Rivière aux Renards en Gaspésie.  Belle place pour jeter l'ancre.
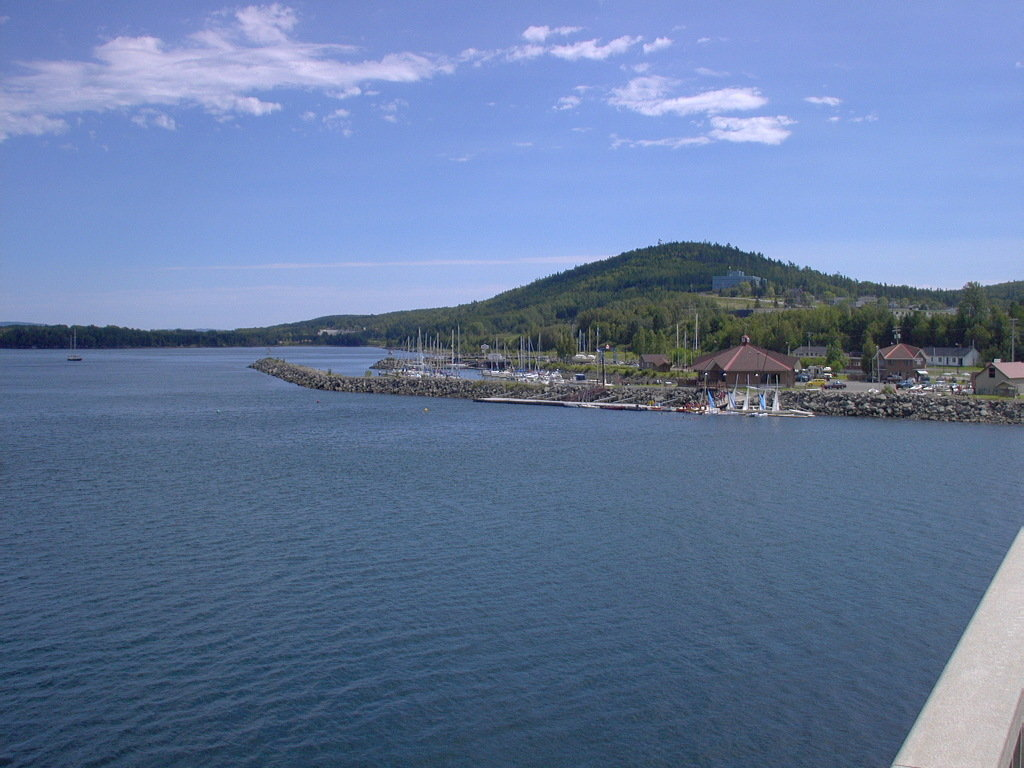
Marina de Gaspé
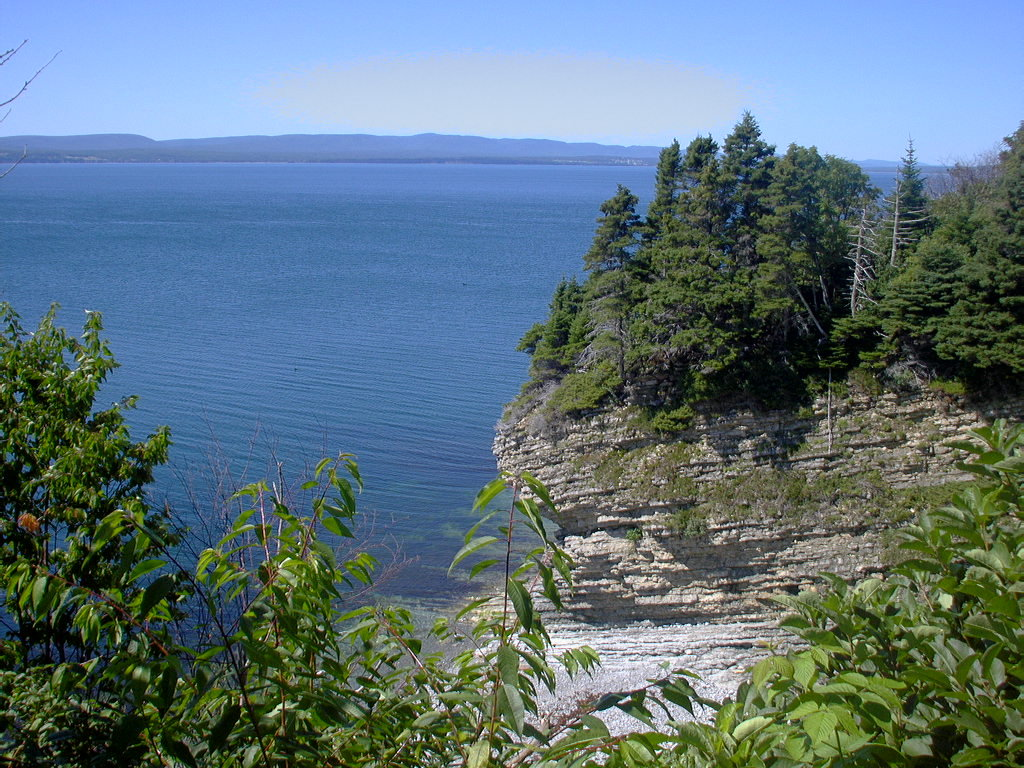
Baie de Gaspé
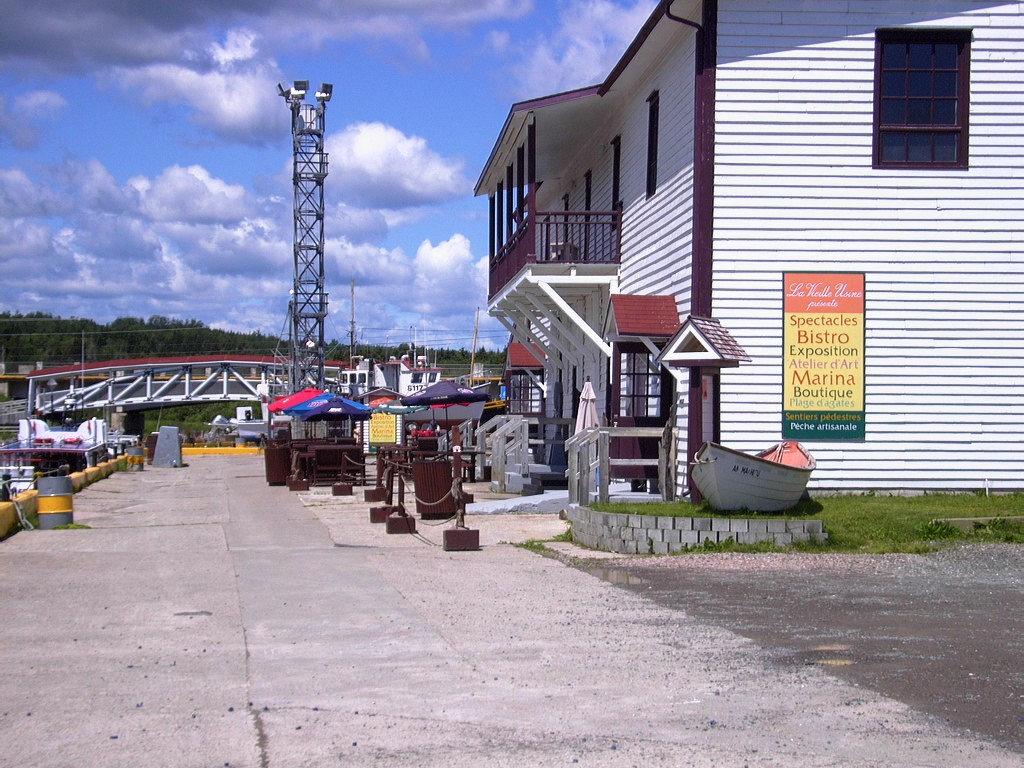
Quai de l'Anse à Beaufils
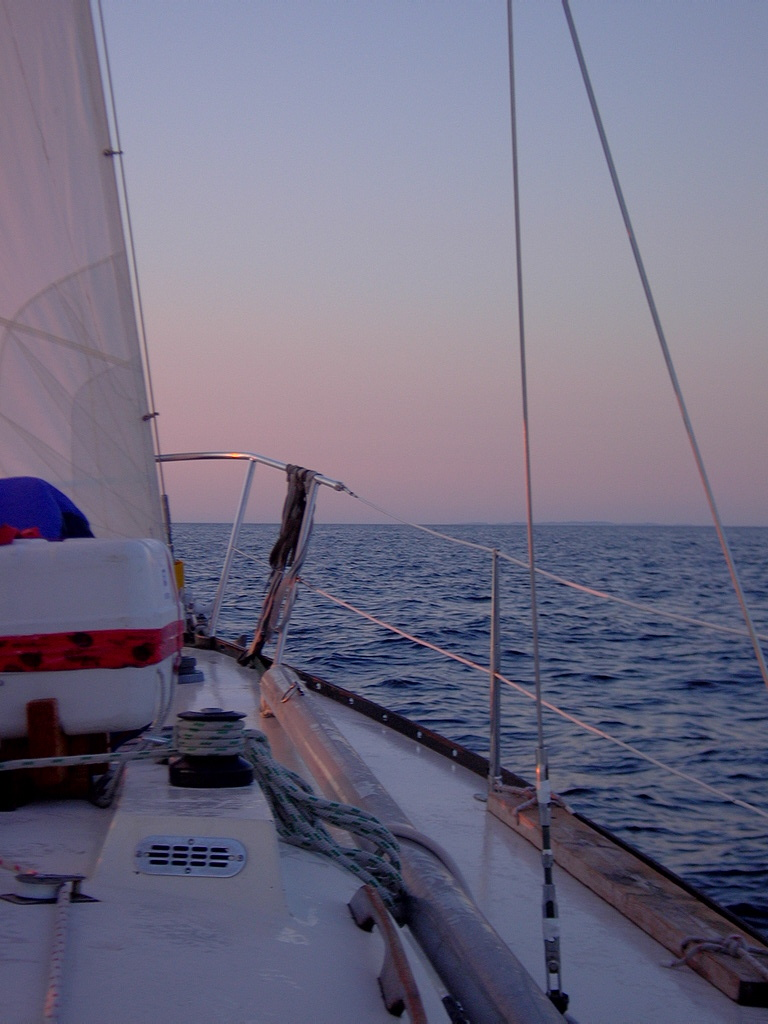
Golf St-Laurent en traversant aux  Îles-de-la-Madeleine
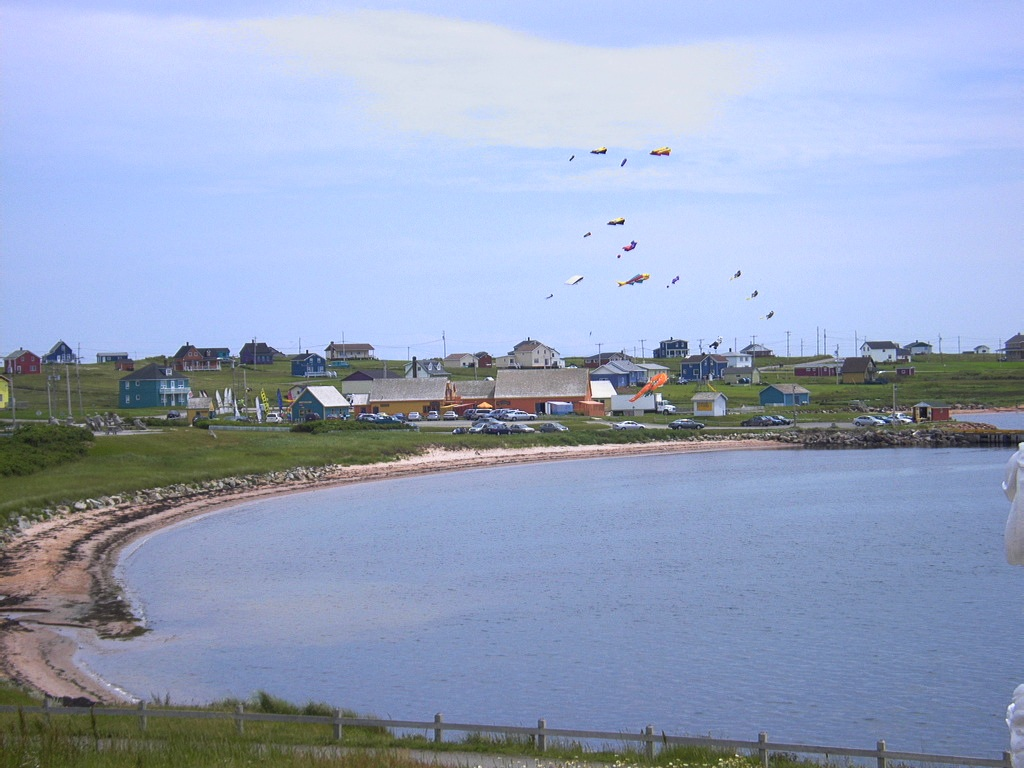
Etang du nord aux Îles-de-la-Madeleine
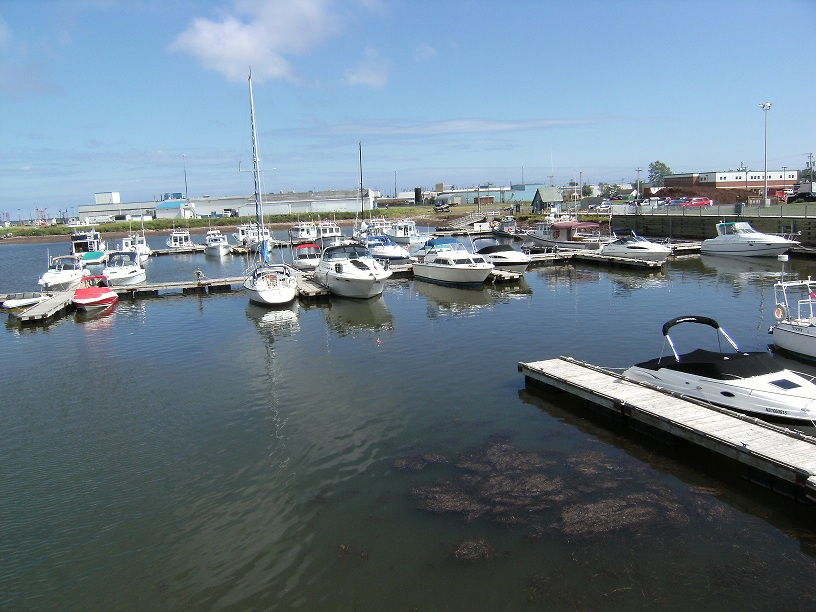
Marina de Shippagan
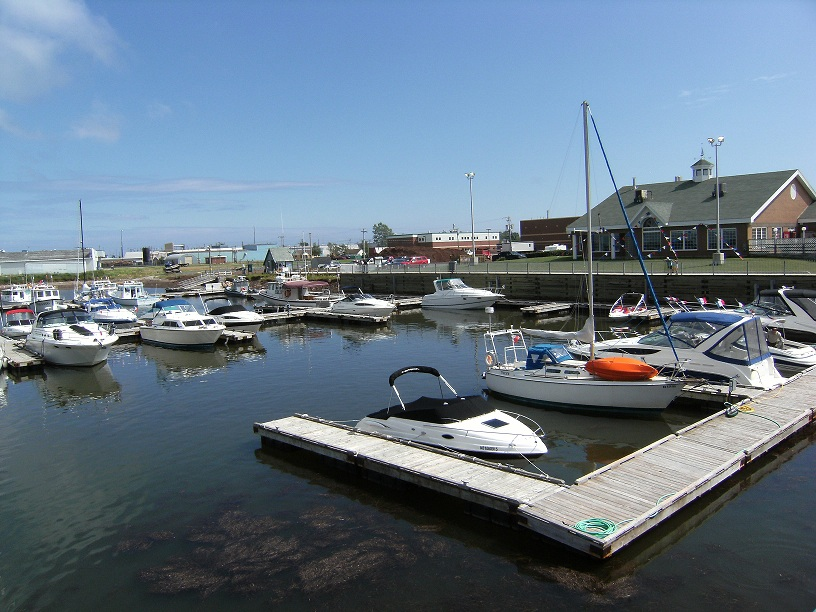
Marina de Shippagan